# Molenrijgstermaar

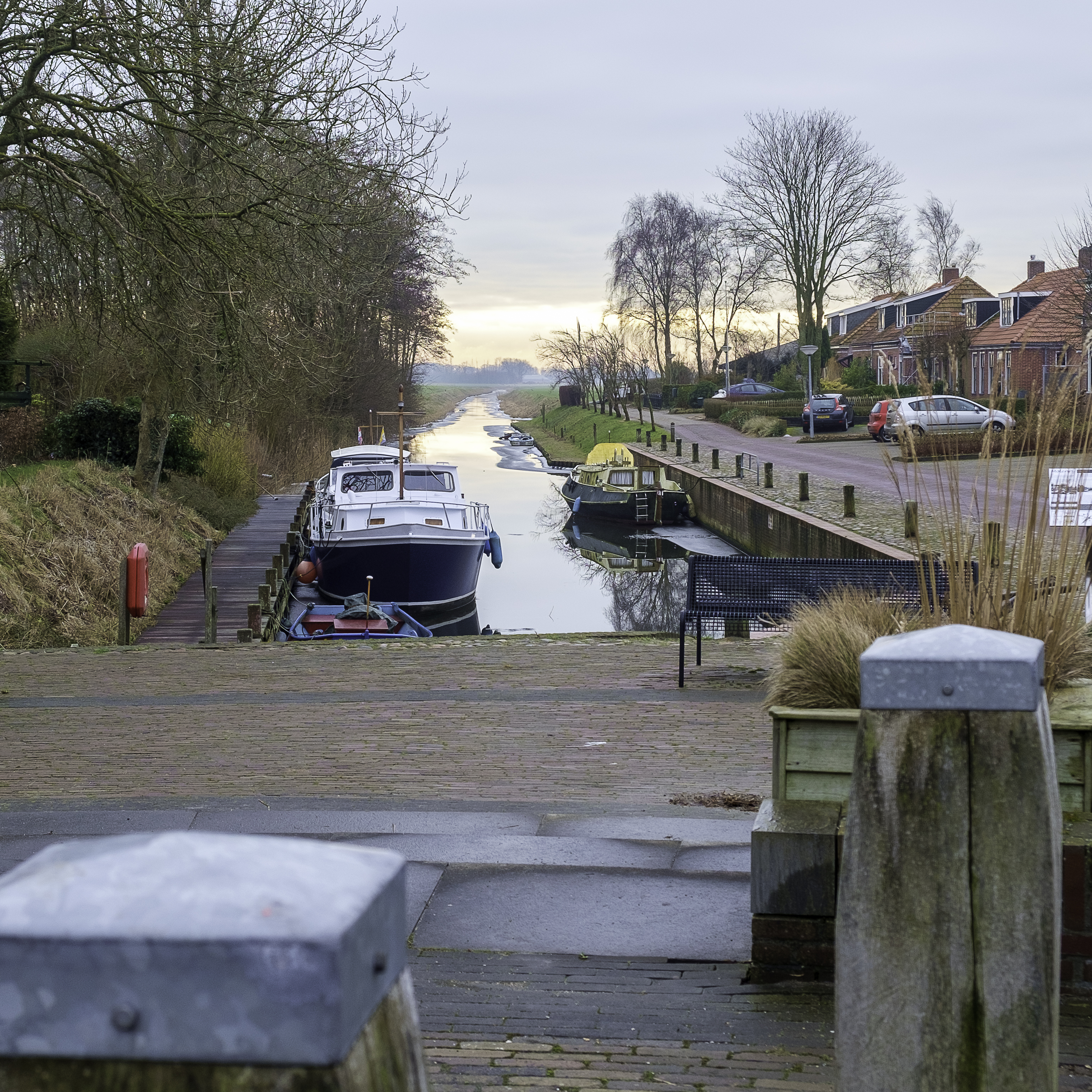
Het haventje van Molenrij, dat het eindpunt vormt van het Molenrijgstermaar

Het Molenrijgstermaar is een 2½ km lang kanaal (maar) in de provincie Groningen.
Het kanaal begint in Molenrij en eindigt in de Hoornse Vaart. Het maar vormt de afvoer van het gebied ten zuiden van Molenrijge. In de zomer wordt het ook gebruikt voor de toevoer van zoetwater voor de verbetering van de landbouwgronden waar veel zoute kwel naar boven komt.
Het maar is een van de oorspronkelijke vertakkingen van de delta van de Hunze.
Het Uilenestermaar mondt uit in het kanaal. Over het kanaal liggen geen bruggen.

## Naam
Het water is genoemd naar Molenrij. Omdat de Groningse naam 'van de plaats Molenrieg of Rieg is, heeft de naam van het water een extra g.